# Архијереј администратор
Архијереј администратор или мјестобљуститељ је архијереј који привремено руководи упражњеном епархијом („удовом епархијом“).
У Српској православној цркви епископа администратора поставља Свети архијерејски синод. Администратор не може започињати никакав посао који би се тицао епархијске организације нити може изводити неке важне промјене у пословима који су за вријеме управљања бившег епархијског архијереја били започети. Када епархија постане удова епархијски црквени суд одређује комисију од три лица која ће по инвентару прегледати и примити епархијску имовину и ствари. Ако шта недостаје епархијски црквени суд ће доставити Светом архијерејском синоду који ће донијети рјешење о накнади. Сва по инвентару примљена покретна и непокретна имовина предаје се писменим путем архијереју администратору односно новопостављеном епархијском архијереју.
У Православној охридској архиепископији администратор се назива мјестобљуститељ (мкд. местобљустител). Поставља га њен Свети архијерејски синод из реда епархијских или викарних архијереја. Због политичког прогона Православне охридске архиепископије у Сјеверној Македонији чак четирма епархијама од укупно седам руководе мјестобљуститељи.